# Macroscelides micus
Chuột sengi tai tròn Etendeka (Danh pháp khoa học: Macroscelides micus) là loài chuột thuộc Họ Chuột chù voi ở Châu Phi. Đây là loài vật mới vừa được phát hiện ở vùng phía Tây của Namibia thuộc châu Phi. Đây là loài chuột có bề ngoài và hành vi giống với chuột chù nhưng lại phát triển ở châu Phi và có nhiều đặc điểm liên quan chặt chẽ đến loài voi vì chúng loài chuột này có cấu trúc AND tương đồng với voi.

## Đặc điểm
Chuột sengi tai tròn Etendeka nặng khoảng 28 gram, dài 19 cm tính cả đuôi, loài chuột tí hon này nhỏ bé hơn các loài sengi khác, với bộ lông màu gỉ sắt, một tuyến lớn, không có lông ở phía dưới đuôi và thiếu chất sắc tố da sẫm màu. Chuột có chân dài, mảnh khảnh so với kích thước cơ thể. Chúng có tập tính khụy gối bên bụi cây để ngủ chứ không đào hang như chuột. Ngoài ra, loài này còn giống loài thú ăn kiến ở chỗ sử dụng chiếc mũi dài ngửi trên mặt đất để tìm kiếm kiến và các loại côn trùng khác. chúng thường sinh đôi, chuột con rơi xuống đất chạy ngay với tư thế giống các loài linh dương châu Phi.
Về mặt di truyền cho thấy DNA loài này có nhiều đặc điểm tương đồng với voi châu Phi. Điều này được coi là thú vị vì mối liên hệ duy nhất giữa voi châu Phi với kích thước rất lớn và chuột chù với kích thước nhỏ là chiếc mũi dài của chúng. Mũi dài là đặc điểm nhận dạng phổ biến của các loài chuột chù, nhiều con chuột chù có bề ngoài giống chuột mũi dài nhưng chúng vẫn không được